# Federico Balzaretti
Federico Balzaretti (Turim, 6 de dezembro de 1981) é um ex-futebolista italiano que atuava como lateral-esquerdo .

## Carreira

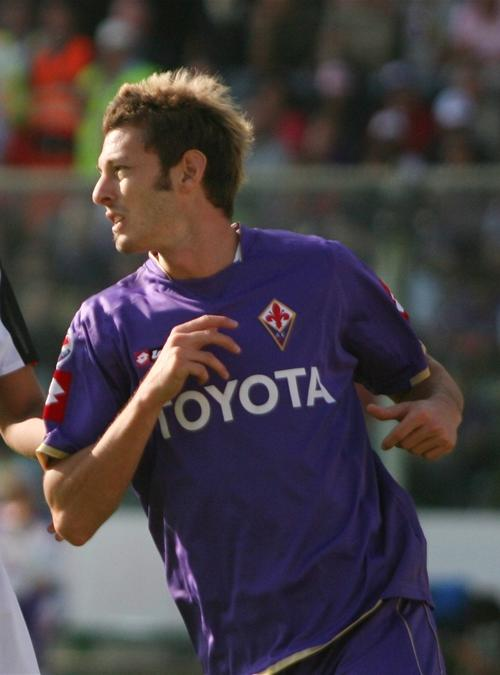
Balzaretti atuando pela Fiorentina

### Torino e Varese
Balzaretti começou sua carreira como profissional no Torino em 1999, ano em que foi provmovido aos profissionais, mas logo foi emprestado ao Varese e ao Siena retornando em ao clube de Turim em 2002, onde permaneceu até 2007 quando foi transferido para a Juventus.

### Juventus
Permaneceu na Juventus até [[2011 e 2012 até quando 2013 e sai  foi para a Fiorentina onde não teve sucesso e permaneceu apenas 6 meses, se transferindo em janeiro de 2013 para o Palermo.

### Palermo
No Palermo foi bem, com atuações regulares que o levaram inclusive a Seleção Italiana em 2010. Ele fez sua estréia com a Rosanero em 2 de fevereiro de 2008 em Palermo contra o Livorno venceu por 1 a 0. Sendo titular com um bom desempenho.
No meio da temporada, em Palermo se tornou capitão da equipe, jogando 16 jogos do campeonato. Titular confirmado para a temporada seguinte, completando 33 jogos no campeonato sem marcar algum gol. Ele logo se tornou um dos principais jogadores da equipe.
Em 18 de outubro de 2009, marcou seu primeiro gol no Palermo e na Serie A de 2009, útil para a vitória fora de casa contra o Livorno (1-2) para " oitavo dia da temporada, com uma esquerda forte, depois de receber o bola Mattia Cassani com um cruzamento da banda.

### AS Roma
Depois de se recusar a renovação de contrato com Palermo (que lhe ofereceu três anos de € 1.200.000 por ano e um gerente de futuro). No dia 1 de agosto de 2012 é anunciado como novo reforço da Roma, que pagou 4,5 milhões de euros ao seu antigo clube. Ele fez sua estréia com um empate por 2-2 contra o Catania.

### Aposentadoria
Se aposentou em 12 de agosto de 2015, por conta de uma lesão na virilha que o faz sofrer há muito tempo e que o deixou fora dos gramados por um ano e meio.

## Seleção Italiana
Balzaretti jogou pelas seleções Sub-20 e Sub-21 italiana entre 2000 e 2002. Chegou a Seleção principal em 2010 quando foi convocado por Cesare Prandelli para um jogo amistoso contra a Romênia. o jogo terminou 1-1, jogou toda a partida.
Em 20 de março de 2011, foi convocado para o jogo contra a Eslovênia para às Qualificações para EUROCOPA de 2012, e também foi convocado para um amistoso contra a Ucrânia. fez a primeira partida em 25 de março e venceu por 1-0 sendo titular, jogando mais uma vez os 90 minutos e dando uma assistências para Thiago Motta para o gol da vitória. No total, foram 4 jogos na fase de Qualificações.
Em 2012 foi convocado para a Seleção Italiana que disputou a Euro 2012, tornando-se o lateral-esquerdo titular, no terceiro jogo na fase de grupos como a Itália mudou de 3-5-2 para 4-4-2. Ele também jogou toda a partida contra a Alemanha como um lateral-direito, devido a ausências de Christian Maggio, que foi suspenso e Ignazio Abate, que estava com lesão, mas ficou no banco, concedendo um pênalti durante o tempo de paralisação, mas também ajudando a sua equipe a chegar à fase final.

## Vida Pessoal
Balzaretti é casado com a bailarina italiana Eleonora Abbagnato; seu casamento teve lugar no verão de 2011, em Palermo. Seu primeiro filho, uma filha chamada Julia, nasceu em janeiro de 2012. Ele também tinha mais duas filhas de um relacionamento anterior.

## Títulos
Juventus
- Campeonato Italiano Série B: 2006–07

### Prêmios Individuais
- Oscar del Calcio: 2012

## Ligações Externas
- Perfil em Goal.com (em inglês)
- Perfil em Soccerway (em português)
- Filgoal (em inglês)
- Bet365[ligação inativa] (em português)